# 泰恩茅斯 (英國國會選區)
泰恩茅斯（英語：Tynemouth），英國國會一自治市選區，位於英格蘭泰恩-威爾郡北泰因賽德東部。設於1885年。
這裡1997年以前絕大部份時間是保守黨的選區，此後當區議員一直是工黨的阿倫·坎貝爾。他在2010年大選中，以45.3%選票勝出該區連任成功。